# Alfred Lesbros
Pour les articles homonymes, voir Lesbros.
Alfred Lesbros (Montfavet, commune d'Avignon, 12 janvier 1873  - Avignon, 17 avril 1940) est un maître provençal de peinture ayant appartenu au Groupe des Treize.

## Biographie
Il fréquente plusieurs écoles d’art ainsi que des maîtres provençaux comme Jules Flour et Pierre Grivolas et se trouve à l’initiative des expositions du Groupe des Treize. Le groupe organisa une première exposition le 21 décembre 1912 qui connut un franc succès, suivie d'une seconde exposition le 18 décembre 1913, qui fut aussi la dernière.
Il participera au Salon de Lyon, au Salon des indépendants à Paris et au Salon d'automne.
Il a peint plus d'une centaine d'œuvres exposées aujourd'hui dans les musées ou les collections publiques à Aix-en-Provence, Arles, Avignon, Marseille, Montpellier et Tournon[Lequel ?]. Le musée Calvet d'Avignon possède : La Cour de la livrée de Thury, Le Jardin et Promenade. Il a subi les influences artistiques du début du XXe siècle, de l'impressionnisme au cubisme, qu'il a retransmis sur ses toiles avec son tempérament provençal.
Il s'agit de peinture à l'huile ayant principalement comme sujet des paysages. Les techniques varient ; ainsi on retrouve la même vue traitée avec des techniques de peintures différentes : pointillisme, réalisme, synthétisme ou encore abstraction.
À partir des années 1920, ses sujets sont pris autour de Graveson, de Boulbon, de Barbentane, de Villeneuve-les-Avignon ou encore d'Avignon.
Alfred Lesbros est inhumé au cimetière de Montfavet, carré 5, rangée Mur Est, tombe 7 (tombe de la famille Bourrelly).

## Quelques œuvres
- La Tour Philippe Le Bel[2], 1920

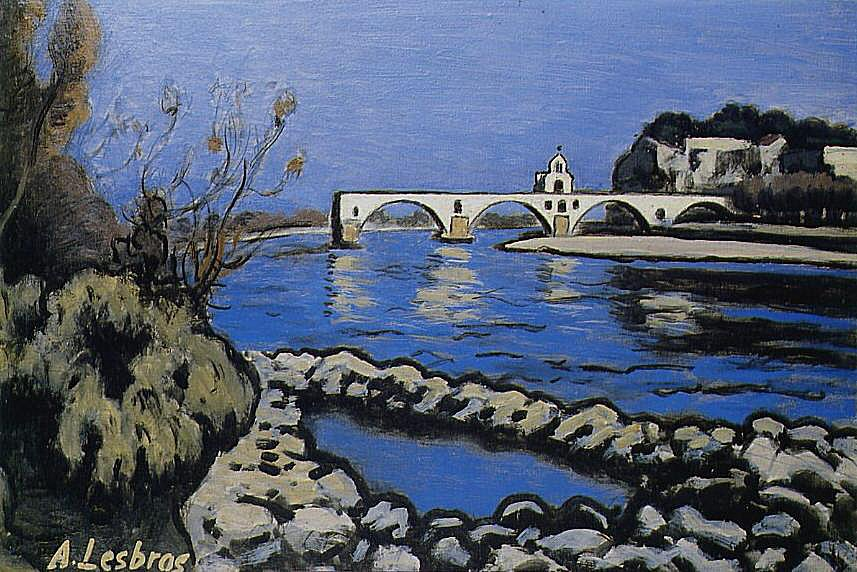
Le Pont Saint-Bénezet aux galets, collection privée

- Porte de Roussillon avec les plantes sauvages ou La Peau de la panthère[3], 1926
- Jardin du musée Calvet[4], 1927
- Le Pont Saint-Bénezet aux galets, 1927-1928
- Le Chemin à Villeneuve[5], 1928
- Rue Pente-Rapide à Avignon[2], 1932
- La Vierge au jardin[6], 1932
- Le Tournant de Barbentane[2], 1936
- Vallon des Grenadiers Sauvages[6], 1937
- Le Pont Saint-Bénezet[7], 1937
- Le Jardin fleuri[8], 1937
- Le Vieux Moulin à Barbentane[9],1938
- La Maison rose[10], 1939
- La Cour de la livrée de Thury
- Le Jardin
- Promenade
- Maison en Provence[6]